# فرودگاه شهرستان هبرشام
فرودگاه هبرشام کانتی (به انگلیسی: Habersham County Airport) یک فرودگاه همگانی بهره‌برداری هوایی است که یک باند فرود آسفالت دارد و طول باند آن ۱۶۷۸ متر است. این فرودگاه در کشور ایالات متحده آمریکا قرار دارد و در ارتفاع ۴۴۱ متری از سطح دریا واقع شده‌است.